# Pfefferminzmuseum

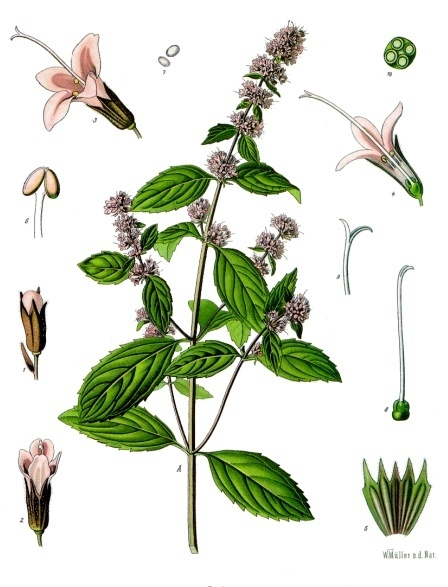
Pfefferminze (M. x piperata), Illustration aus Koehler 1887

Das einzige Pfefferminzmuseum Deutschlands befindet sich in der Gemeinde Eichenau bei München im Osten des Landkreises Fürstenfeldbruck in den Räumen der ehemaligen Gemeindebibliothek. Das Museum informiert über Anbau, Ernte und Trocknung der Pfefferminze sowie über ihre Heilkraft und die Geschichte der Minze anhand von Texten, Fotos und historischen Geräten.

## Geschichte

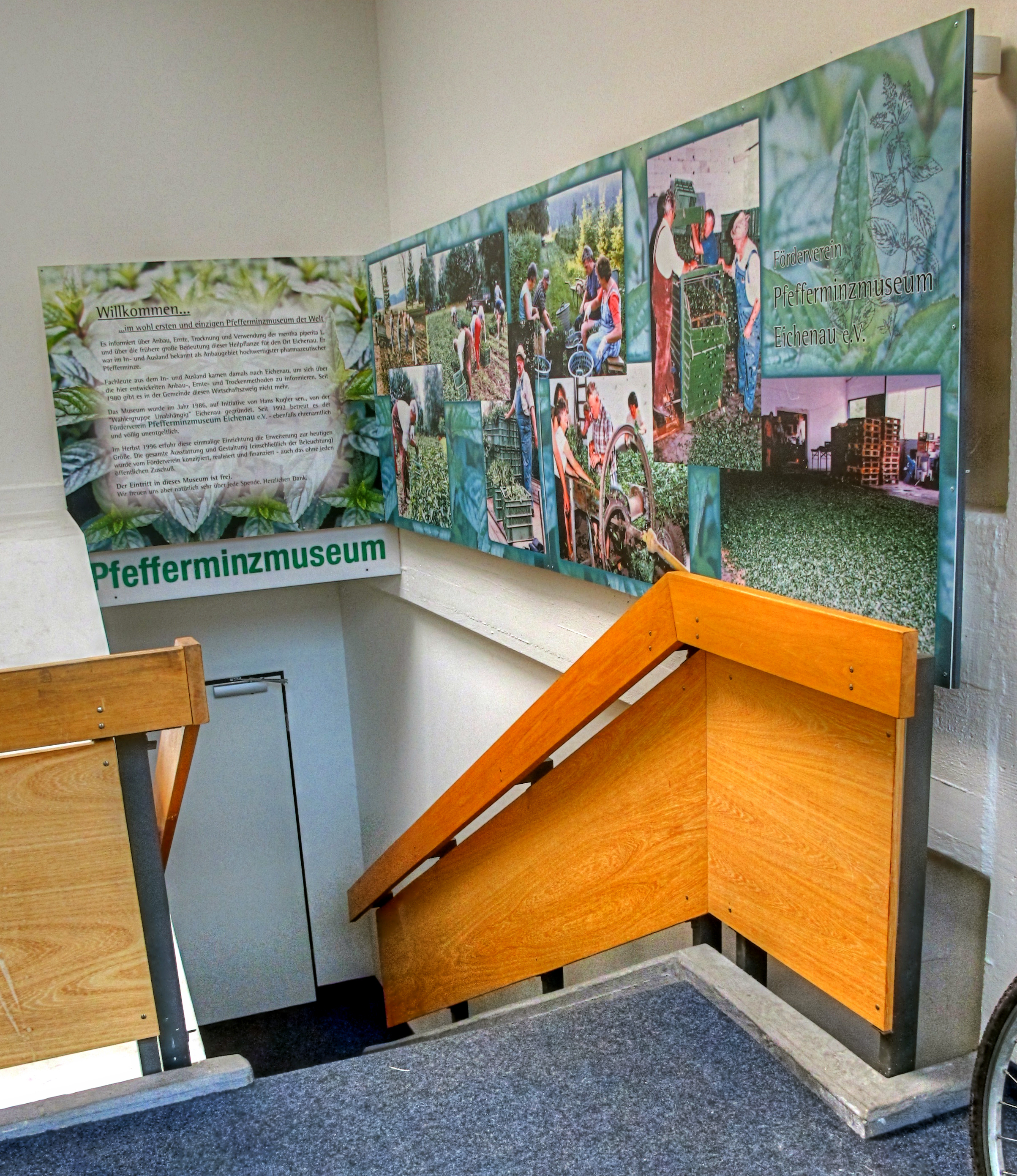
Eingangsbereich zum Museum

Eichenau entwickelte sich nach dem Ersten Weltkrieg bis in die 1950er Jahre hinein zum bedeutendsten Pfefferminzanbaugebiet Deutschlands, wobei vor allem die englische Mitcham-Minze angebaut und geerntet wurde. Heute wird die Pfefferminze dort nur noch auf einer kleinen Fläche zu Demonstrationszwecken speziell für das Museum angebaut.
Das Pfefferminzmuseum wurde 1986 von der Wählergruppe Unabhängig Eichenau gegründet. Seit 1992 wird das in Deutschland einzige Museum dieser Art vom Förderverein Pfefferminzmuseum Eichenau e. V. getragen. Im Museum kann original Eichenauer Pfefferminztee probiert und auch erworben werden. Da es auf ehrenamtlicher Basis betrieben wird, ist es relativ klein und bei freiem Eintritt sonntags von 14.00 Uhr bis 16.00 Uhr geöffnet.